# Nebulosa Tarántula

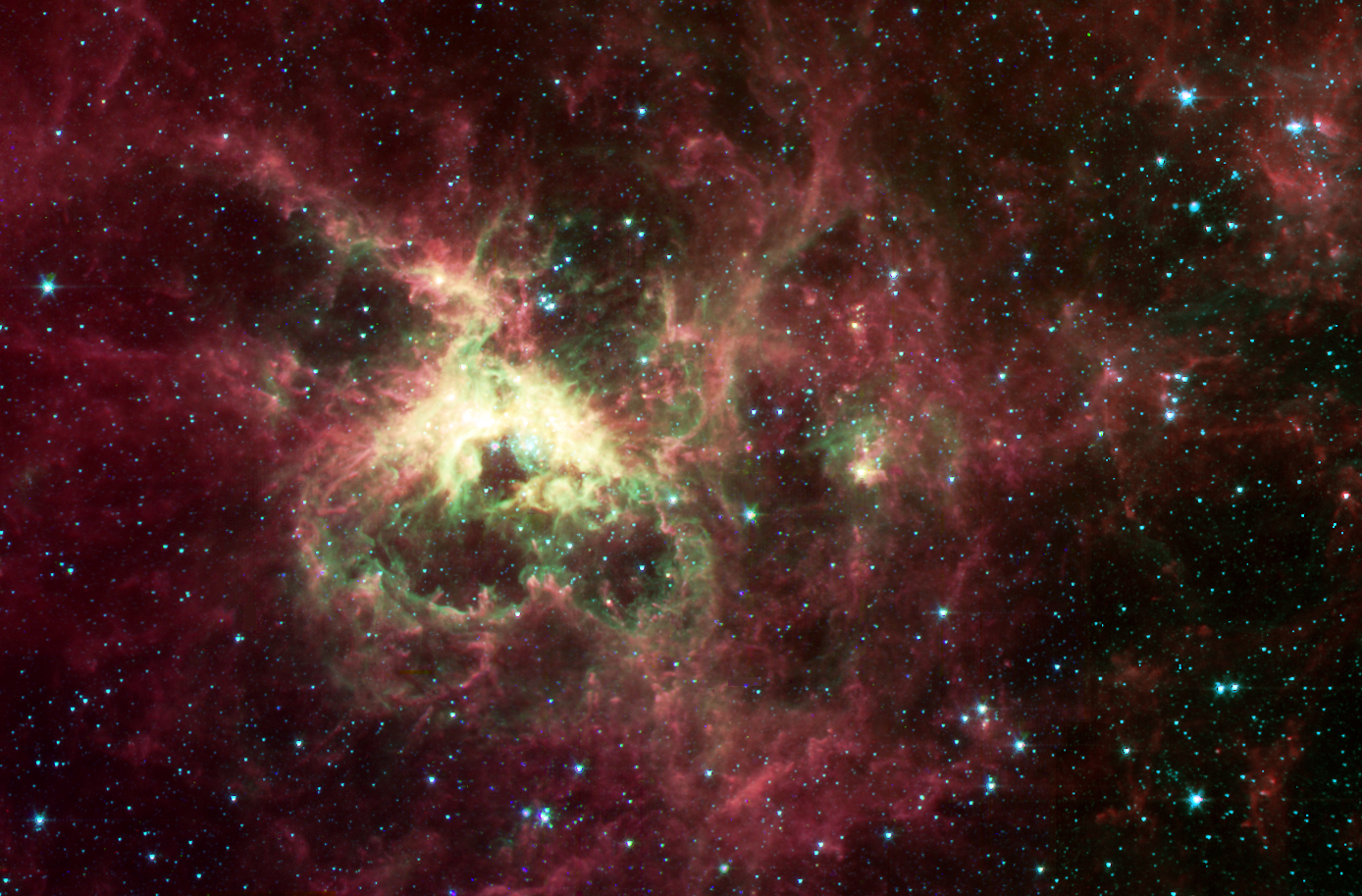
Imagen infrarroja de la nebulosa Tarántula, hecha con el telescopio Spitzer.

La nebulosa Tarántula, también conocida como 30 Doradus o NGC 2070, es una región H II que está en la Gran Nube de Magallanes. Creída primero una estrella, fue en 1751 que Nicolas Louis de Lacaille reconoció su naturaleza de nebulosa.
Con una magnitud aparente de 8, la nebulosa Tarántula es un objeto enormemente luminoso, considerando que está a unos 170.000 años luz de distancia. Su luminosidad es tal, que si se hallase a la misma distancia de la Tierra que la nebulosa de Orión, crearía sombras. De hecho, es la región de formación estelar más activa y compleja conocida dentro de las galaxias del Grupo Local. En su centro está el supercúmulo estelar R136, extraordinariamente compacto, masivo (450.000 veces más masivo que el Sol), y rico en estrellas de muy alta masa y luminosidad como R136a1 que actualmente es la estrella más luminosa y masiva conocida. El cúmulo produce la mayor parte de la energía que hace visible la nebulosa, estimándose su edad en 1 o 2 millones de años y existiendo la posibilidad de que en el futuro quede convirtiendo en un cúmulo globular de baja masa. 
La Nebulosa Tarántula es uno de los objetos astronómicos más interesantes de la Gran Nube de Magallanes (LMC) y el más importante de la galaxia vecina de la Vía Láctea. Es la nebulosa de emisión más grande conocida.
Otro cúmulo notable, Hodge 301, está situado a unos 150 años luz del centro de la nebulosa. 
La supernova más cercana observada desde la invención del telescopio, SN 1987A, tuvo lugar en las afueras de la nebulosa Tarántula.
Es observable a simple vista desde sitios muy oscuros del hemisferio sur. Con filtro nebular oxígeno-III en un telescopio, sube el contrastre sobre el fondo y mejora su detalle. 